# Rhonda Sing
Rhonda Sing (Calgary, 21 februari 1961 - Calgary, 27 juli 2001), beter bekend als Bertha Faye, was een Canadees professioneel worstelaarster.

## In worstelen
- Finishers en signature moves
  - Big Bertha Bomb (Sitout powerbomb)
  - Seated senton
  - Splash
  - Corner body splash
  - Gorilla press slam
  - Scoop slam

- Manager
  - Harvey Wippleman

- Bijnaam
  - "Queen of the Trailer Park"

## Erelijst
- All Japan Women's Pro-Wrestling
  - WWWA World Heavyweight Championship (2 keer)

- Cauliflower Alley Club
  - Posthumous Award (2003)

- Stampede Wrestling
  - Stampede Women's Championship (1 keer)

- World Wrestling Association
  - WWA Women's Championship (1 keer)

- World Wrestling Council
  - WWC Women's Championship (5 keer)

- World Wrestling Federation
  - WWF Women's Championship (1 keer)